# Біате (місто)
Біат — переписне містечко в окрузі Хавзаул у штаті Мізорам, Індія. Місто Біате було обрано найчистішим містом Мізораму та Північного Сходу. Біате — одне з найстаріших людських поселень у Мізорамі, заселене з 1780-х років і тоді було відоме під назвою Зіалунг. 

## Нагороди міста Біате
- Найчистіший місто в Мізоромі під керівництвом місії "Священна Україна" з 2017 по 2021 рік.[4] У Біатці була утворена асоціація дітей-мізо (MCA), яка взяла ініціативу про чистоту в Біаті. Члени асоціації використовували свій час, щоб очистити вулиці раз на тиждень.
- Відкрити місто без дефекації в 2016 році.[5]
- Кращий місто в громадянський відгук 2021 року.[6] Місія Біате залишатися чистим почалася за кілька десятиліть до кампанії "Священна країна", яка розпочалася прем'єр-міністром Нарендром Моді в 2014 році.[7]
- Награда "Найкращий місто" в рамках інновацій та кращих практик - північно-східної зони в рамках Світового дослідження 2018 року[8]*

## Історія
Місто Біате було засноване вождем Мізо Кайрумою Сайло у 1900 році.

## Демографія

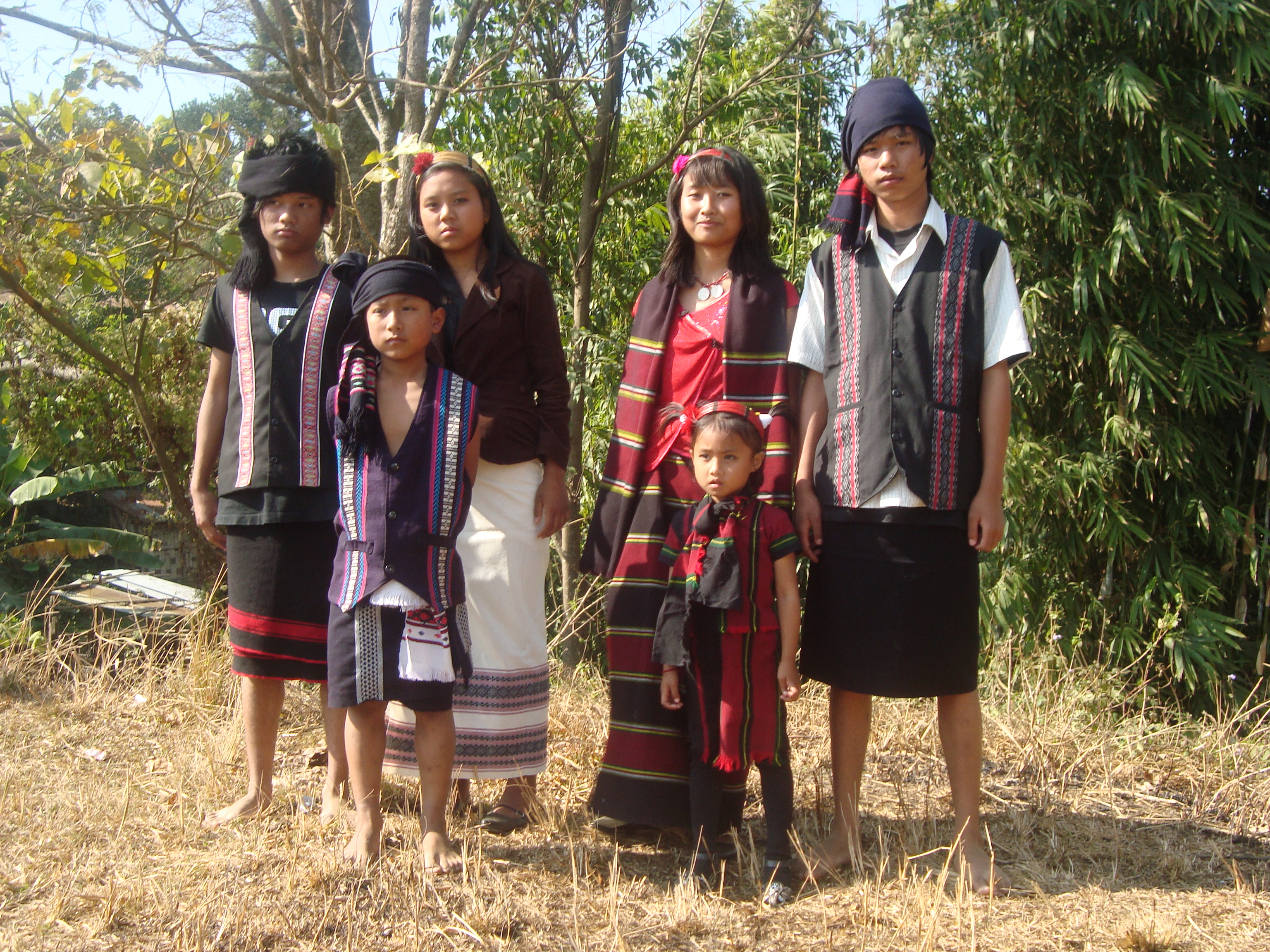
Традиційне вбрання

За даними перепису населення Індії 2011 року, населення Біате становило 2277 осіб.